# Aurélien (archevêque)
Pour les articles homonymes, voir Aurélien.
Aurélien (mort le 4 juillet 895) est un homme d'Église français. Il fut archevêque de Lyon.

## Biographie
Fils d'Aurélien et d'Adabona, il a été abbé d'Ainay et de Nantua.
Il est présenté selon les sources comme le 50e (liste d'Hugues de Flavigny et de l'obituaire de Bologne), le 47e (selon quelques historiens du XIXe siècle), mais il reste pour Guigue le 47e archevêque de Lyon (875-895), en succédant à Saint Rémi.
Il souscrit avec les évêques de Macon : Gontard (879-885) ; Valence : Ratbert (859-880 ?), et Vienne : Ottramne (876- V.885) à la possibilité pour les moines de l'Abbaye Saint-Marcel-lès-Chalon lors du Concile du 18 mai 882 en ce lieu, de choisir librement leur abbé.